# کیتا کاراموکوبا
کیتا کاراموکوبا (انگلیسی: Keita Karamokoba؛ زادهٔ ۱۵ آوریل ۱۹۹۴) بازیکن فوتبال اهل گینه است.
از باشگاه‌هایی که در آن بازی کرده است می‌توان به باشگاه فوتبال رکریتیوو اوئلوا اشاره کرد.
وی همچنین در تیم ملی فوتبال گینه بازی کرده است.